# Liste der Naturdenkmale in Iserlohn
Die Liste der Naturdenkmale in Iserlohn enthält die Naturdenkmale in Iserlohn im Märkischen Kreis in Nordrhein-Westfalen.

## Naturdenkmale
| Bild           | Bezeichnung                      | Ortsteil       | Lage | Bemerkung | Unter Schutz gestellt seit | Nummer       |
| -------------- | -------------------------------- | -------------- | --- | --- | -------------------------- | ------------ |
| weitere Bilder | Steinbruch Humpfert              | Stübbeken      | Nordwestlicher Bereich von Flur 4 Flurstück 495 (51° 22′ 29,1″ N, 7° 35′ 51,7″ O)                                    | Das Flächennaturdenkmal hat eine Grundfläche von etwa 4000 Quadratmeter. In dem nicht verfüllten Aufschluss ist die Schichtenfolge der dort vorhandenen Kulm-Kieselkalke sichtbar. | 1997                       | LPL 4 2.3.4  |
|                | 1 Stieleiche                     | Lössel         | Etwa 250 Meter ostsüdöstlich Dümplerleie (51° 20′ 6,4″ N, 7° 39′ 15,3″ O)                                            | Landschaftsprägender Waldrandbaum mit einem geschätzten Alter von 220 Jahren (2020).                                                                                               | 1997                       | LPL 4 2.3.7  |
|                | 1 Traubeneiche                   | Kesbern        | Südwestlich vom Flugplatz Altena-Hegenscheid (51° 18′ 34,6″ N, 7° 41′ 47,7″ O)                                       | Landschaftsprägender Waldrandbaum mit einem geschätzten Alter von 320 Jahren (2020).                                                                                               | 1997                       | LPL 4 2.3.10 |
|                | 1 Rotbuche                       | Kesbern        | Südöstlich von Im Roland 4 (51° 19′ 1,9″ N, 7° 42′ 0″ O)                                                             | Landschaftsprägender Baum mit einem geschätzten Alter von 220 Jahren (2020). | 1997                       | LPL 4 2.3.11 |
|                | 2 Rotbuchen                      | Kesbern        | Voßwinkel, westlich der Straße (51° 19′ 57″ N, 7° 41′ 18,4″ O)                                                       | Buchen mit einem geschätzten Alter von 220 bis 320 Jahren (2020). | 1997                       | LPL 4 2.3.12 |
|                | 1 Blutbuche                      | Wermingsen     | Westfalenstraße 10/12 (51° 22′ 20,1″ N, 7° 43′ 1,3″ O)                                                               | Prägender Straßenbaum mit einem geschätzten Alter von 200 Jahren (2020). | 1974                       | LPL 4 2.3.13 |
|                | 1 Stieleiche                     | Hennen         | Westlich von Letteweg 35 (51° 26′ 56,2″ N, 7° 38′ 28,1″ O)                                                           | Landschaftsprägender Einzelbaum mit einem geschätzten Alter von 220 Jahren (2020).                                                                                                 | 1997                       | LPL 4 2.3.14 |
|                | 1 Stieleiche                     | Drüpplingsen   | Südlich von Drüpplingser Straße 60 (51° 27′ 30,6″ N, 7° 41′ 44,6″ O)                                                 | Landschaftsprägende Eiche in einer Obstwiese mit einem geschätzten Alter von 320 Jahren (2020).                                                                                    | 1997                       | LPL 4 2.3.17 |
|                | 1 Stieleiche                     | Hennen-Süd     | In der Helle () | Prägender Hofbaum auf der Westseite des Hofes mit einem geschätzten Alter von 170 Jahren (2020).                                                                                   | 1997                       | LPL 4 2.3.18 |
|                | 1 Stieleiche                     | Kalthof        | Nahe Nordhauser Straße 29 (51° 25′ 25,4″ N, 7° 39′ 27,1″ O)                                                          | Prägender Hofbaum mit einem geschätzten Alter von 220 Jahren (2020). | 1997                       | LPL 4 2.3.20 |
|                | 1 Blutbuche                      | Kalthof        | Nahe Nordhauser Straße 27 (51° 25′ 27,5″ N, 7° 39′ 22,6″ O)                                                          | Prägender Hofbaum mit einem geschätzten Alter von 220 Jahren (2020). | 1997                       | LPL 4 2.3.21 |
|                | 1 Stieleiche                     | Refflingsen    | Nordwestlich von Oberer Rheinermarkweg 90 (Hof Horst) (51° 25′ 23,8″ N, 7° 38′ 5,5″ O)                               | Eiche mit einem geschätzten Alter von 120 Jahren (2020). | 1997                       | LPL 4 2.3.22 |
|                | 1 Stieleiche                     | Kalthof        | Östlich von Refflingser Straße 100 (51° 25′ 0,2″ N, 7° 38′ 58″ O)                                                    | Landschaftsprägende Eiche auf einer Obstwiese mit einem geschätzten Alter von 220 Jahren (2020).                                                                                   | 1997                       | LPL 4 2.3.23 |
|                | 2 Stieleichen                    | Leckingsen     | Westlich von Leckingser Straße 70 (Hof Moneke) (51° 24′ 33,2″ N, 7° 40′ 24,6″ O)                                     | Prägende Straßenbäume mit einem geschätzten Alter von 220 Jahren (2020). | 1997                       | LPL 4 2.3.24 |
|                | 1 Stieleiche                     | Griesenbrauck  | Südwestlich von Griesenbraucker Straße 71 (51° 24′ 20,5″ N, 7° 42′ 50,3″ O)                                          | Landschaftsprägender Einzelbaum mit einem geschätzten Alter von 220 Jahren (2020).                                                                                                 | 1997                       | LPL 4 2.3.25 |
|                | 1 Walnuss                        | Griesenbrauck  | Zu Magney 2 (Hof Magney) (51° 23′ 58,8″ N, 7° 43′ 5,3″ O)                                                            | Prägender Hofbaum mit einem geschätzten Alter von 220 Jahren (2020). | 1997                       | LPL 4 2.3.26 |
|                | 1 Stieleiche                     | Schälk         | Westlich von Schälk 10 (51° 22′ 48,7″ N, 7° 35′ 15,7″ O)                                                             | Landschaftsprägender Einzelbaum mit einem geschätzten Alter von 120 Jahren (2020).                                                                                                 | 1997                       | LPL 4 2.3.27 |
|                | 1 Rotbuche                       | Grürmannsheide | Rotehausstraße 25 (51° 23′ 20,4″ N, 7° 37′ 42,8″ O)                                                                  | Landschaftsprägender Einzelbaum mit einem geschätzten Alter von 170 Jahren (2020).                                                                                                 | 1997                       | LPL 4 2.3.28 |
|                | 1 Winterlinde                    | Grürmannsheide | Schälkstraße 3 (51° 23′ 2,9″ N, 7° 37′ 40,1″ O)                                                                      | Prägender Straßenbaum mit einem geschätzten Alter von 320 Jahren (2020). | 1997                       | LPL 4 2.3.29 |
| weitere Bilder | 2 von ursprünglich 3 Rotbuchen   | Grürmannsheide | Papenholzweg/Ecke Leckerhorstweg (51° 22′ 58,5″ N, 7° 38′ 19,7″ O)                                                   | Landschaftsprägende Baumgruppe mit einem geschätzten Alter von 170 bis 220 Jahren (2020).                                                                                          | 1997                       | LPL 4 2.3.31 |
|                | 1 Rotbuche 1 Stieleiche          | Grürmannsheide | Etwa 100 Meter westlich von Leckerhorstweg 33 (51° 22′ 55,4″ N, 7° 38′ 24,4″ O)                                      | Landschaftsprägende Bäume mit einem geschätzten Alter von 170 Jahren (2020). | 1997                       | LPL 4 2.3.32 |
|                | 1 Winterlinde                    | Grürmannsheide | Rauhe Hardt 75 (51° 22′ 44,7″ N, 7° 38′ 42,1″ O)                                                                     | Prägender Hofbaum mit einem geschätzten Alter von 220 Jahren (2020). | 1997                       | LPL 4 2.3.33 |
|                | 2 Stieleichen                    | Lasbeck        | Westlich des Lagerplatzes Stenglingser Weg 72 (hinter den Bahnschienen) (51° 21′ 8″ N, 7° 38′ 8,9″ O)                | Eiche mit einem geschätzten Alter von 320 Jahren (2020). | 1997                       | LPL 4 2.3.34 |
|                | 1 Stieleiche                     | Lössel         | Kirchweg, westlich des Friedhofes Lössel (51° 21′ 8,3″ N, 7° 39′ 15″ O)                                              | Prägender Waldrandbaum mit einem geschätzten Alter von 170 Jahren (2020). | 1997                       | LPL 4 2.3.35 |
|                | 1 Bergahorn                      | Zentrum        | Piepenstockstraße 73 (51° 22′ 41,4″ N, 7° 42′ 31,4″ O)                                                               | Prägender Straßenbaum mit einem geschätzten Alter von 140 Jahren (2020). | 1974                       | ND Is 11     |
|                | 1 Eiche                          | Zentrum        | Teichstraße 72 (51° 22′ 5,5″ N, 7° 42′ 51,4″ O)                                                                      | Prägender Baum mit einem geschätzten Alter von 150 Jahren (2020). | 1974                       | ND Is 19     |
|                | 1 Weißdorn                       | Zentrum        | Gartenstraße 26/Ecke Viktoriastraße (51° 22′ 38,7″ N, 7° 41′ 57,7″ O)                                                | Prägender Straßenbaum mit einem geschätzten Alter von 80 Jahren (2020). | 1974                       | ND Is 6      |
|                | 2 Blutbuchen                     | Zentrum        | Baarstraße/Ecke Hans-Böckler-Straße (51° 22′ 36,9″ N, 7° 41′ 44,4″ O)                                                | Prägende Straßenbäume mit einem geschätzten Alter von 175 Jahren (2020). | 1974                       | ND Is 15     |
|                | 1 Blutbuche                      | Zentrum        | Hans-Böckler-Straße 48/50 (51° 22′ 31″ N, 7° 41′ 30,3″ O)                                                            | Prägender Einzelbaum mit einem geschätzten Alter von 185 Jahren (2020). | 1974                       | ND Is 17     |
|                | 1 Linde                          | Grüne          | Lechschotte 9 (51° 22′ 4,4″ N, 7° 40′ 14,8″ O)                                                                       | Prägender Straßenbaum mit einem geschätzten Alter von 140 Jahren (2020). | 1974                       | ND Is 25     |
| weitere Bilder | Kalksteinhorst Bremenstein       | Zentrum        | Westlich von Seeuferstraße 22 und südlich vom Freibad Schleddenhof und Seilerseebad (51° 23′ 1,5″ N, 7° 42′ 57,8″ O) | Der geschützte Kalksteinfelsen wird auch als „Bremmenstein“ und „Bremstein(s)köpfchen“ bezeichnet.                                                                                 |                            | ND Is 26     |
|                | Ehemaliger Plattenkalksteinbruch | Hombruch       | Nähe Hombrucher Weg/Bremsheide (51° 23′ 37,9″ N, 7° 41′ 9,2″ O)                                                      | |                            | ND Is 36     |
| weitere Bilder | 3 Rotbuchen                      | Kesbern        | Hegenscheider Straße 6 a (51° 18′ 49,8″ N, 7° 41′ 55″ O)                                                             | Landschaftsprägende Bäume mit einem geschätzten Alter von 130 bis 190 Jahren (2020).                                                                                               | 1974                       | ND Kes 4     |
|                | 7 Eichen                         | Dahlsen        | Dahlsener Straße 31 (51° 19′ 39″ N, 7° 42′ 15,6″ O)                                                                  | Prägende Ortsbäume mit einem geschätzten Alter von 110 Jahren (2020). | 1974                       | ND Kes 7     |
|                | 3 Traubeneichen                  | Sümmern        | Etwa 75 Meter ostnordöstlich von Taigelbrand 2/Schützenstraße (51° 24′ 55,7″ N, 7° 42′ 40,7″ O)                      | | 1997                       | ND Süm 6     |